# Dylan Schmidt
Pour les articles homonymes, voir Schmidt.
Dylan Schmidt est un trampoliniste néo-zélandais né le 7 janvier 1997 à Southport.

## Carrière sportive
Il commence le trampoline à l'âge de cinq ans à Te Anau, en Nouvelle-Zélande et se lance dans la compétition juniors à partir de 2005. 
Schmidt a remporté la médaille d'or aux Jeux olympiques de la jeunesse d'été de 2014 à Nankin en Chine. 
Il participe au concours masculin aux Jeux olympiques d'été de 2016 à Rio de Janeiro et finit septième de la finale.
Il a subi une chirurgie reconstructive du genou en mars 2018 à la suite d'une blessure à l'entraînement.
En 2021, il est de nouveau présent pour concours des JO de Tokyo et cette fois-ci, atteint la troisième marche du podium.

## Palmarès

### Jeux olympiques
- Tokyo 2020
  -  Médaille de bronze en individuel.

### Championnats du monde
- Sofia 2022
  -  Médaille d'or en individuel.

### Jeux olympiques de la jeunesse
- Nankin 2014
  -  Médaille d'or en individuel.